# Nedermolen (Linkebeek)
De Nedermolen is een voormalige watermolen in de Vlaams-Brabantse plaats Linkebeek, gelegen aan de Brouwerijstraat 110-114.
Deze onderslagmolen op de Linkebeek fungeerde als korenmolen.

## Geschiedenis
In 1309 werd melding gemaakt van een slijpmolen op deze plaats. Deze werd sindsdien als korenmolen benut. In 1578, tijdens de godsdiensttwisten, werd ook deze molen gebrandt ende geruyneert. De molen werd herbouwd en in het molenhuis bevond zich et jaartal 1672.
Na 1932, mogelijk vlak na de Tweede wereldoorlog, werd het molenbedrijf stopgezet. Het grote onderslagrad verdween en het molenhuis werd omgebouwd tot woonhuis.